# Lits rouges du Texas et de l'Oklahoma
Les lits rouges du Texas et de l'Oklahoma sont un groupe de strates géologiques du Permien inférieur affleurant dans le sud-ouest des États-Unis dans le centre-nord du Texas et le centre-sud de l'Oklahoma.  
Ils comprennent plusieurs groupes stratigraphiques, dont le groupe de Clear Fork, le groupe de Wichita et le groupe de Pease River. Les premiers bancs rouges qui doivent leur couleur à l'oxyde de fer, ont été explorés par le paléontologue américain Edward Drinker Cope à partir de 1877. Des fossiles de nombreux tétrapodes permiens (vertébrés à quatre pattes) ont été trouvés dans les lits rouges, dont Dimetrodon, Edaphosaurus, Eryops, Platyhystrix, Seymouria et Zatrachys. Une caractéristique récurrente chez beaucoup de ces animaux est la présence d'une structure en forme de voile sur leur dos.

## Localisation
Des dépôts datant du Permien sont présents et s'étendent du centre du Texas jusqu'au sud du Nebraska. Au Nebraska et au Kansas, les dépôts de calcaires de couleur claire sont fréquents, tandis que les roches de couleur rouge sont rares. En Oklahoma, le calcaire de couleur claire se transforme graduellement en grès et en argiles de couleur rouge jusqu'à ce que le calcaire soit pratiquement inexistant dans le centre-nord du Texas.
La partie des lits rouges avec des dépôts fossiles abondants se situe au Texas entre la rivière Rouge et la rivière Brazos Salt Fork. La région comprend la ville de Wichita Falls, ainsi que des communautés rurales telles que Seymour et Archer City.

## Composition
Les lits rouges du Texas et de l'Oklahoma sont des roches sédimentaires composées principalement de grès et de mudstone rouge. La couleur rouge des roches révèle la présence d'oxyde ferrique. Les roches ont été déposées au début du Permien dans un climat chaud et humide avec des périodes saisonnières de conditions sèches,.

## Paléontologie
En 1877, Cope fut le premier paléontologue à étudier les lits rouges à la recherche de fossiles.
Cope employait des collectionneurs pour l'aider dans sa recherche d'os, y compris le botaniste suisse Boll. Après la mort de Boll en 1880 lors de la collecte, Cope a employé un prédicateur nommé W.F. Cummins pour continuer la recherche. Après Cope, des paléontologues tels que Case et Romer ont trouvé d'autres dépôts riches en tétrapodes.

### Site de Geraldine Bonebed
Le site fossilifère le plus prolifique dans les couches rouges est le gisement de Geraldine au sein du groupe de Wichita. Pendant le Permien, le lit d'os était le site d'un étang d'eau douce, qui après un événement catastrophique est devenu le site d'enfouissement pour une grande variété d'animaux terrestres et marins.
En conséquence, le lit d'ossements présente un enregistrement de la vie au début du Permien. Les restes de plantes trouvés dans le lit d'os comprennent des Calamites, des fougères et des conifères. La vie marine présente dans le lit d'os inclut Xenacanthus, des ostracodermes et des dipneustes. 
Le lit d'os de Geraldine est surtout connu pour son abondance en fossiles d'amphibiens et de reptiles, y compris des squelettes partiels et complets d'Archeria, d'Eryops, d'Edaphosaurus, de Dimetrodon, de Bolosaurus, de Trimerorhachis, de Zatrachys et d'Ophiacodon.

### Groupe Clear Fork
Le groupe de Clear Fork contient également plusieurs sites fossilifères. Comme le Geraldine Bonebed et d'autres sites du groupe de Wichita, il est surtout connu pour ses fossiles d'amphibiens du Permien inférieur, en particulier Seymouria baylorensis

## Galerie

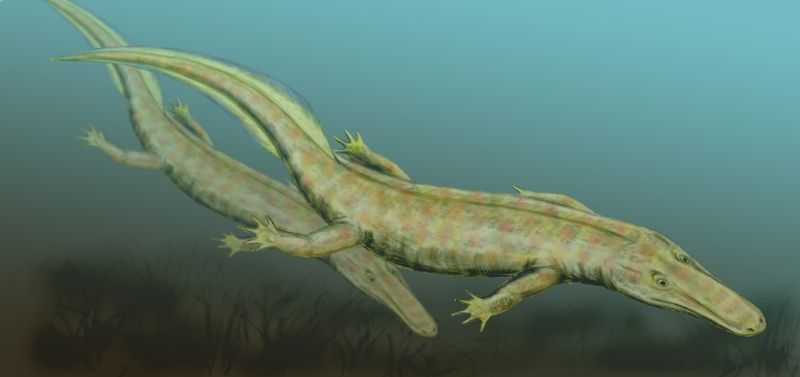
Archeria
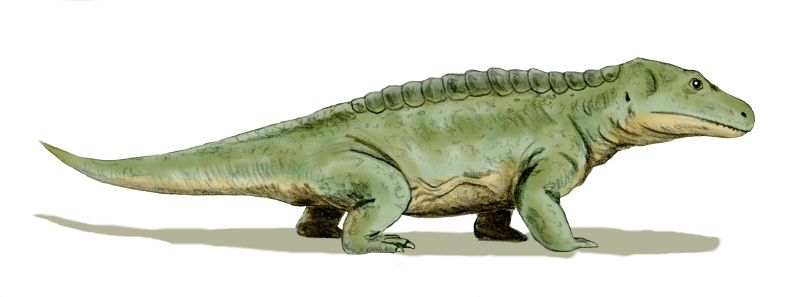
Cacops
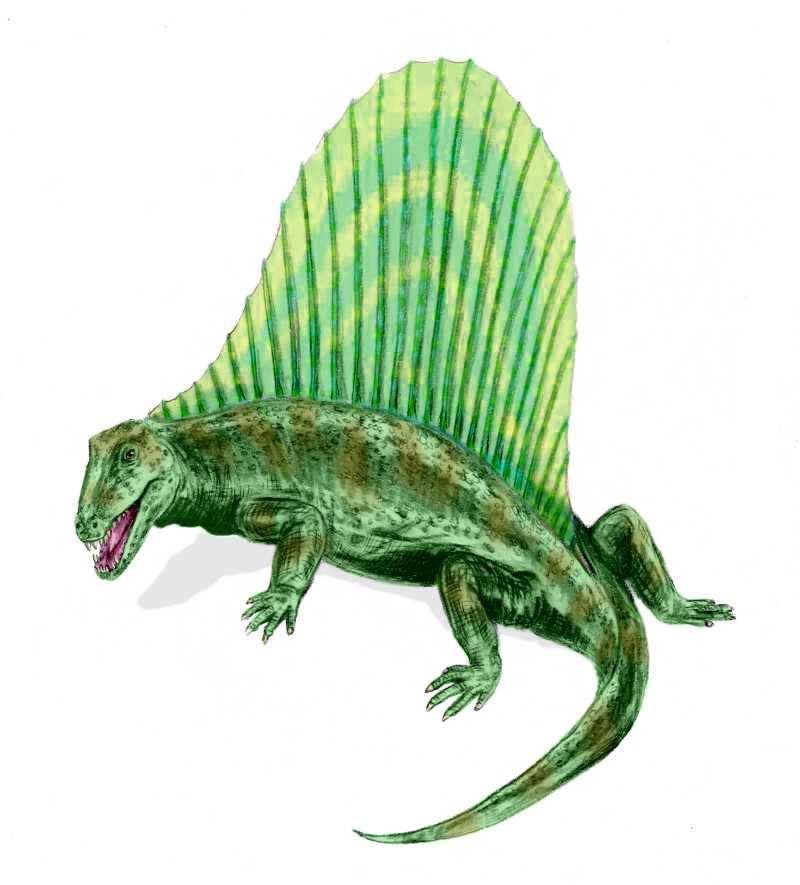
Dimetrodon
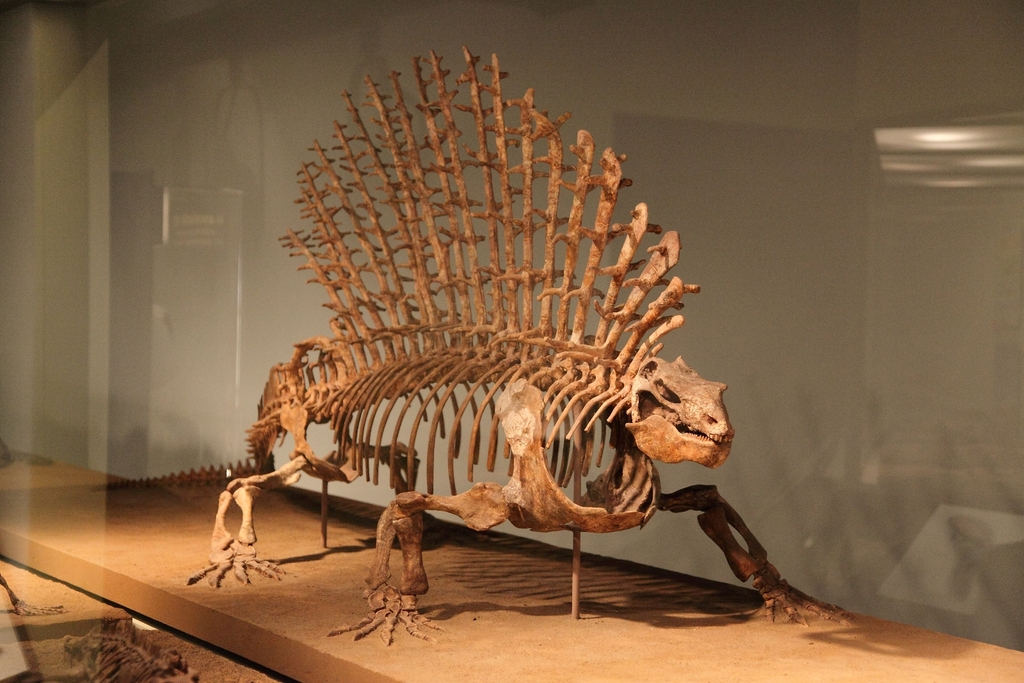
Edaphosaurus
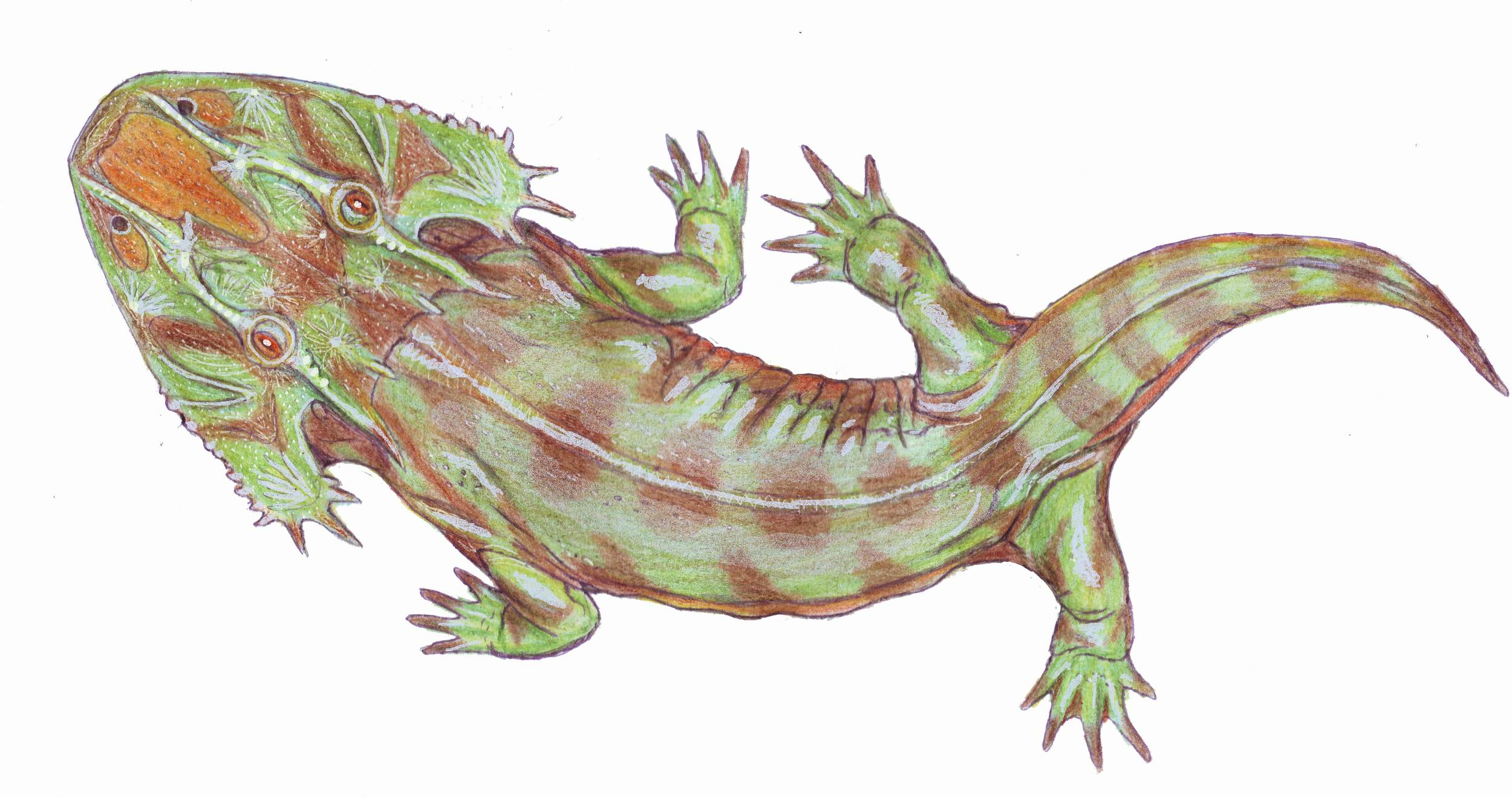
Zatrachys